# Susan Cervantes
Susan Kelk Cervantes, de soltera Susan Elizabeth Kelk (1944) es una artista estadounidense. Es miembro destacado del movimiento muralista de San Francisco Mujeres Muralistas y cofundadora y directora ejecutiva de la organización comunitaria sin fines de lucro Precita Eyes Muralists.

## Trayectoria
Susan Elizabeth Kelk terminó la escuela secundaria un año antes de lo habitual en Dallas, Texas, para ingresar a la escuela de arte a los 16 años. Kelk recibió una beca del Museo de Arte de Dallas y asistió a la Escuela de Bellas Artes de San Francisco (ahora conocida como el Instituto de Arte de San Francisco o SFAI). Obtuvo su Licenciatura en Bellas Artes en 1965 y su Maestría en Bellas Artes en 1968 en SFAI.
En su primer año de universidad en la década de 1960, Kelk conoció a su marido y colaborador, Luis Cervantes (1924-2005). Tuvieron tres hijos juntos.
Susan Cervantes es considerada una líder en el movimiento de murales comunitarios del Distrito de la Misión y se considera a sí misma una artista comunitaria responsable de más de 400 murales. Cervantes conoció los murales a través de la obra de Diego Rivera La creación de un fresco que muestra la construcción de una ciudad (1931) en la Galería Diego Rivera y se unió a las Mujeres Muralistas a principios de los años 1970. Le pidieron que ayudara a pintar con las Mujeres Muralistas en Paco's Tacos, un restaurante en la esquina de la calle 24 y South Van Ness, lo que marca el momento en que perdió el interés en su trabajo de estudio sobre lienzo. Aunque Cervantes no era chicana, su obra estuvo fuertemente influenciada por el movimiento artístico chicano y mostró una gran sensibilidad hacia él.
Más tarde, comenzó a trabajar como voluntaria como profesora de arte en el Centro Comunitario de Precita Valley, donde su taller de pintura de los jueves por la noche se convirtió rápidamente en un taller de murales. La clase no tenía una pared en la que enseñar, así que pintaron en cinco paneles de madera contrachapada, que sumaban un total de seis metros cuando estaban montados. Ese mural, llamado Máscaras de Dios, Alma del Hombre, fue el primer y único mural que Susan creó que no tenía una pared esperándolo, lo que significa que "Las paredes vienen a [ella]" y que su trabajo actualmente es todo por pedido. Se exhibió en la Biblioteca Bernal Heights y se estrenó como obra de los Muralistas de Precita Eyes. Susan y Luis fundaron el Centro de Artes Murales Precita Eyes en 1977. Precita Eyes ha sido reconocido por crear arte público que refleja la historia y la cultura de su comunidad. Precita Eyes, uno de los tres únicos centros de murales comunitarios en los Estados Unidos, patrocina e implementa proyectos de murales en curso en toda el Área de la Bahía y a nivel internacional. Algunos de sus trabajos notables han aparecido en el mural MaestraPeace en el Women's Building, Clarion Alley Mural Project, Chicano Art: Resistance and Affirmation, Balmy Alley y en el Northeastern University Latinx Student Cultural Center.
Maestrapiece es un mural monumental, creado por Susan Cervantes y otros seis artistas con la ayuda de más de cien voluntarios, que representa imágenes vibrantes y poderosas de mujeres de diversas culturas y períodos históricos, destacando su fuerza, resiliencia y contribuciones a la sociedad. Ubicado en el Edificio de Mujeres en San Francisco, California, el mural sirve como centro para varias organizaciones y programas que promueven los derechos de las mujeres, la justicia social y la diversidad cultural. Por su parte, Cervantes se inspiró en artistas de diversos orígenes como Diego Rivera, Dewey Crumpler y Mujeres Muralistas. Una de las aportaciones significativas de Susan Cervantes al mural consistió en desarrollar el huipil de Menchú, conectando la idea de manufactura textil que se evidencia en todo el mural, aun cuando los siete artistas participantes nunca reivindicaron ninguno de los motivos como propio. El uso de textiles en el mural incluye telas zapotecas, bordados chinos y colchas norteamericanas, todos los cuales constituyen una forma popular de expresión artística para las mujeres de todo el mundo. En general, la contribución de Cervantes y los otros artistas dio lugar a un hermoso mural de dos paredes que representa temas de feminismo, activismo social y los logros de las mujeres a lo largo de la historia.
Precita Eyes ha participado en muchos de los murales que se encuentran en el histórico barrio Mission District de San Francisco, conocido por los murales que cubren las paredes de muchos edificios del barrio. Colaboran con las escuelas de la comunidad, así como con otros programas juveniles, para permitir a los jóvenes artistas planificar y ejecutar su propio diseño mural en su escuela o edificio local. Precita Eyes se asocia con artistas murales para enseñar técnicas y pensamiento creativo a los estudiantes con los que trabajan, asegurándose de que tengan orientación pero la libertad de crear un mural que sea significativo para ellos y su comunidad. Entre sus programas también se incluyen clases de arte para niños pequeños, apoyo a jóvenes estudiantes artistas a través de exposiciones de sus obras y visitas educativas a los murales del barrio.

## Reconocimientos
En 2022, el Museo de Arte Moderno de San Francisco (SFMOMA), lanzó la publicación digital Proyecto Proyecto Mission Murals editado por Cary Cordova para documentar y divulgar a través de su página web, la historia de Mujeres Muralistas. Incluyó, además, el estreno de Las Muralistas: Our Walls, Our Stories, un documental dirigido por Javier Briones y editado por Claudia Escobar, en el que las artistas del colectivo relatan la historia de Mujeres Muralistas, su impacto femenino en el movimiento, y su contribución para abrir espacio para futuras muralistas.